# 주자크 벌라주
주자크 벌라주(헝가리어: Dzsudzsák Balázs [ˈd͡ʒud͡ʒaːk ˈbɒlaːʒ][*], 1986년 12월 23일~)는 헝가리의 축구 선수이다. 포지션은 윙어이며, 현재 넴제티 버이녹샤그 II의 데브레첸 VSC에서 뛰고 있다.

## 같이 보기
- A매치 100경기 이상 출전한 축구 선수 명단